# Kardinalska imenovanja pape Pija X.
Papa Pio X. za vrijeme svoga pontifikata (1903. – 1914.) održao je 7 konzistorija na kojima je imenovao ukupno 50 kardinala.

## Konzistorij 9. studenoga 1903. (I.)
1. Rafael Merry del Val y Zulueta, nicejski naslovni nadbiskup, državni pro-tajnik
2. Giuseppe Callegari, padovanski biskup

## Konzistorij 11. prosinca 1905. (II.)
1. József Samassa, egerski nadbiskup
2. Marcelo Spínola y Maestre, seviljski nadbiskup [a]
3. Joaquim Arcoverde de Albuquerque Cavalcanti, nadbiskup São Sebastião do Rio de Janeira
4. Ottavio Cagiano de Azevedo, papinski majordom

## Konzistorij 15. travnja 1907. (III.)
1. Aristide Cavallari, venecijanski patrijarh
2. Gregorio María Aguirre y García, O.F.M., burgoski nadbiskup
3. Aristide Rinaldini, heraklijski naslovni nadbiskup, nuncij u Španjolskoj
4. Benedetto Lorenzelli, lukanski nadbiskup
5. Pietro Maffi, pizanski nadbiskup
6. Alessandro Lualdi, palermski nadbiskup
7. Desirè Mercier, mehelenski nadbiskup

## Konzistorij 16. prosinca 1907. (IV.)
1. Pietro Gasparri, cezarejski naslovni nadbiskup, tajnik Svete kongregacije za izvandredne crkvene poslove
2. Louis-Henri Luçon, remski nadbiskup
3. Paulin-Pierre Andrieu, marsejski nadbiskup
4. Gaetano de Lai, tajnik Svete kongregacije koncila

## Konzistorij 27. studenoga 1911. (V.)
1. António Mendes Bello, lisabonski patrijarh [b]
2. José María Cos y Macho, valjadolidski nadbiskup
3. Diomede Falconio, O.F.M., larisanski naslovni nadbiskup, apostolski delegat u Sjedinjenim Američkim Državama
4. Antonio Vico, filipski naslovni nadbiskup, nuncij u Španjolskoj
5. Gennaro Granito Pignatelli di Belmonte, edeski naslovni nadbiskup
6. John Murphy Farley, njujorški nadbiskup
7. Francis Bourne, vestminsterski nadbiskup
8. František Saleský Bauer, olomučki nadbiskup
9. Léon-Adolphe Amette, pariški nadbiskup
10. William Henry O'Connell, bostonski nadbiskup
11. Enrique Almaraz Santos, seviljski nadbiskup
12. François-Virgile Dubillard, šamberijski nadbiskup
13. Franz Xaver Nagl, bečki nadbiskup
14. François-Marie-Anatole de Rovériè de Cabriéres, monpeljerski biskup
15. Gaetano Bisleti, prefekt Papinskoga doma
16. Giovanni Battista Lugari, prisjednik Vrhovne svete kongregacije Svetoga Oficija
17. Basilio Pompilj, tajnik Svete kongregacije koncila
18. Louis Billot, S.J. [c]
19. Willem Marinus van Rossum, C.SS.R.

## Konzistorij 2. prosinca 1912. (VI.)
1. Károl Hornig, vešpremski biskup

## Konzistorij 25. svibnja 1914. (VII.)
1. Victoriano Guisasola y Menéndez, toledski nadbiskup
2. Louis-Nazaire Bégin, kvebeški nadbiskup
3. Domenico Serafini, O.S.B.Cas., seleucijski naslovni nadbiskup, prisjednik Vrhovne svete kongregacije Svetoga Oficija
4. Giacomo della Chiesa, bolonjski nadbiskup [d]
5. János Csernoch, ostrogonski nadbiskup
6. Franz von Bettinger, minhenski i frajzinški nadbiskup
7. Hector-Irénée Sévin, lionski nadbiskup
8. Felix von Hartmann, kelnski nadbiskup
9. Friedrich Gustav Piffl, Can. Reg. of Saint Augustine, bečki nadbiskup
10. Scipione Tecchi, prisjednik Svete konzistorijalne kongregacije
11. Filippo Giustini, tajnik Svete kongregacije za sakramentalnu stegu
12. Michele Lega, dekan Svetoga sudišta Rimske rote
13. Francis Aidan Gasquet, O.S.B., predsjednik Engleske benediktinske konfederacije